# Liste der Kulturdenkmäler in Rodder
In der Liste der Kulturdenkmäler in Rodder sind alle Kulturdenkmäler der rheinland-pfälzischen Ortsgemeinde Rodder aufgeführt. Grundlage ist die Denkmalliste des Landes Rheinland-Pfalz (Stand: 12. Juni 2023).

## Einzeldenkmäler
| Bezeichnung                    | Lage                                       | Baujahr         | Beschreibung                                                   | Bild                           |
| ------------------------------ | ------------------------------------------ | --------------- | -------------------------------------------------------------- | ------------------------------ |
| Katholische Kapelle St. Rochus | Hauptstraße 7 Lage                         | 1903            | Saalbau, 1903, Türeinfassung des Vorgängerbaus bezeichnet 1745 | weitere Bilder Fotos hochladen |
| Wegekreuz                      | Hauptstraße, Ecke Reifferscheider Weg Lage | 18. Jahrhundert | Wegekreuz, 18. Jahrhundert                                     | Fotos hochladen                |